# 40e cérémonie des AVN Awards
La 40e cérémonie des AVN Awards est un événement de remise de prix pornographique récompensant les meilleures actrices, acteurs, réalisateurs, films et produits liées à l'industrie pour adultes en 2023. Elle s’est déroulée au Resorts World Las Vegas, à Las Vegas, le 7 janvier 2023. L’événement été présenté par l’actrice pornographique multi-récompensé Abella Danger, la youtubeuse spécialisée dans l’industrie pornographique Reya Sunshine et l’humoriste Matt Rife. Pour la première fois depuis 2020, la cérémonie a pu se tenir en présentiel.

## Pré-nomination et nominations
L’ouverture aux pré-nominations a été ouverte le 16 août 2022 et s’est clôturée le 15 septembre 2022. Les pré-nominations permettent à tous les professionnels légitimes de l’industrie pour adultes à faire examiner les productions, les produits et tout autres travaux de l’année précédente dans l’optique d’être nommée définitivement pour concourir dans une catégorie des AVN Awards.
Les nominations définitives ont été annoncées le 5 novembre 2022 via le magazine AVN.

### Condition d’éligibilité
Pour être éligible dans l'une des catégories vidéo et web, une production devait être mise à disposition commercialement entre le 1er octobre 2021 et le 30 septembre 2022.

#### Éligibilité aux films et séries limités
Pour être considéré pour une nomination dans toute catégorie reconnaissant des productions complètes et à plusieurs scènes, l'œuvre collectée en question doit avoir un temps d’exécution total supérieur à 60 min et répondre à l'un des critères suivants :
- Si elle est publiée via DVD, l'œuvre devait contenir un minimum de trois scènes de sexe complètes et distinctes publiées originellement via toute autre plateforme de qualification au plus tôt la première date du dernier cycle d'admissibilité aux récompenses (1er octobre 2020)[3].
- S'il est publié uniquement via une plate-forme numérique/diffuseur admissible (sans publication préalable via toute autre plate-forme admissible), l'œuvre devait contenir au moins six scènes sexuelles complètes et distinctes, toutes publiées dans le cadre de la période d'éligibilité[3].
- - S'il est publié via deux ou plusieurs plateformes numériques, l'œuvre devait contenir au moins trois scènes sexuelles complètes et distinctes publiées dans un format de présentation complet assemblé via au moins une de ces plates-formes au cours de la période d'éligibilité et qui n'a pas été publiée auparavant via une autre plate-forme admissible avant la première date du dernier cycle[3].

#### Admissibilité d’une scène ou d’un(e) interprète
Pour être éligible à une nomination dans n'importe quelle scène de sexe ou catégorie de featurette (moyen métrage), une œuvre pouvait être publiée en tant que segment autonome et/ou dans le cadre d'une production plus grande via n'importe quelle plate-forme admissible, conformément aux lignes directrices suivantes :
- La scène/l’interprète devait être uniquement publiée en tant que son propre travail autonome au cours de la période d'admissibilité en cours[3].
- Dans le cadre d'une production plus importante, la scène/l’interprète devait avoir été initialement publiée via n'importe quelle plate-forme admissible au plus tôt de la première date du dernier cycle d'admissibilité aux récompenses (1er octobre 2020), et ne devait pas avoir été préalablement envisagée pour l’obtention des prix AVN[3].

### Faits notables
Adult Time a reçu 86 nominations en reconnaissance du cinéma créatif et diversifié sur les chaînes de streaming, les sorties et les séries affiliées de la marque. MileHighMedia et ses marques affiliées, à savoir XEmpire et Bellesa, ont reçu un total de 46 nominations pour les AVN Awards 2023.
Le studio Girlfriends Films spécialisé dans la pornographie lesbienne a été honoré en recevant plusieurs nominations, notamment deux des nouveaux longs métrages originaux qui ont été nommés pour le meilleur film féminin d'âge mixte ou série limitée. Le premier est Lesbian Teachers Club réalisé par B.Skow avec Lexi Luna, Octavia Red, Jasmine Jae, Sera Ryder, Pristine Edge, Bess Breast et Crystal Rush. Le deuxième est Lesbian House Moms, également réalisée par B. Skow et mettant en vedette Rachael Cavalli, Eva Long, XxLayna Marie, Reagan Foxx, Adalind Gray, Luna, Gates et la star sous contrat Lacy Lennon. Deux des sagas ont également été nommées dans la catégorie Meilleure Série/Chaîne Lesbien, à savoir Bad Lesbian et la série phare du studio : Women Seeking Women. En outre, dans la catégorie Best MILF/Female Mixed-Age Series ou Channel, deux séries ont obtenu une nomination pour Lesbian Step-Daughters, et Lesbian Seductions Older/Younger avec des volumes réalisés par Skow et Lennon. Enfin, les actrices phares du studio : Madi Meadows, Charlotte Stokely et Kenna James, se joignent à Serene Siren parmi les nommés pour le prix de l’interprète lesbienne de l’année. À noter que les étoiles montantes du studio Kay Lovely et Braylin Bailey sont nommées pour la meilleure scène de sexe lesbien pour leur performance dans Lesbian Sex 26. De plus, les deux actrices sont également nommées pour le prix de la meilleure nouvelle starlette, avec Lovings dans Cheer Squad Sleepovers et Marie dans Lesbian House Moms tandis que Charlotte Sins, Marilyn Johnson et Nicole Aria pour leur trio dans Lesbian Triangles 38 revoient, elles, une nomination pour la meilleure scène de sexe en groupe lesbien.

## Déroulement

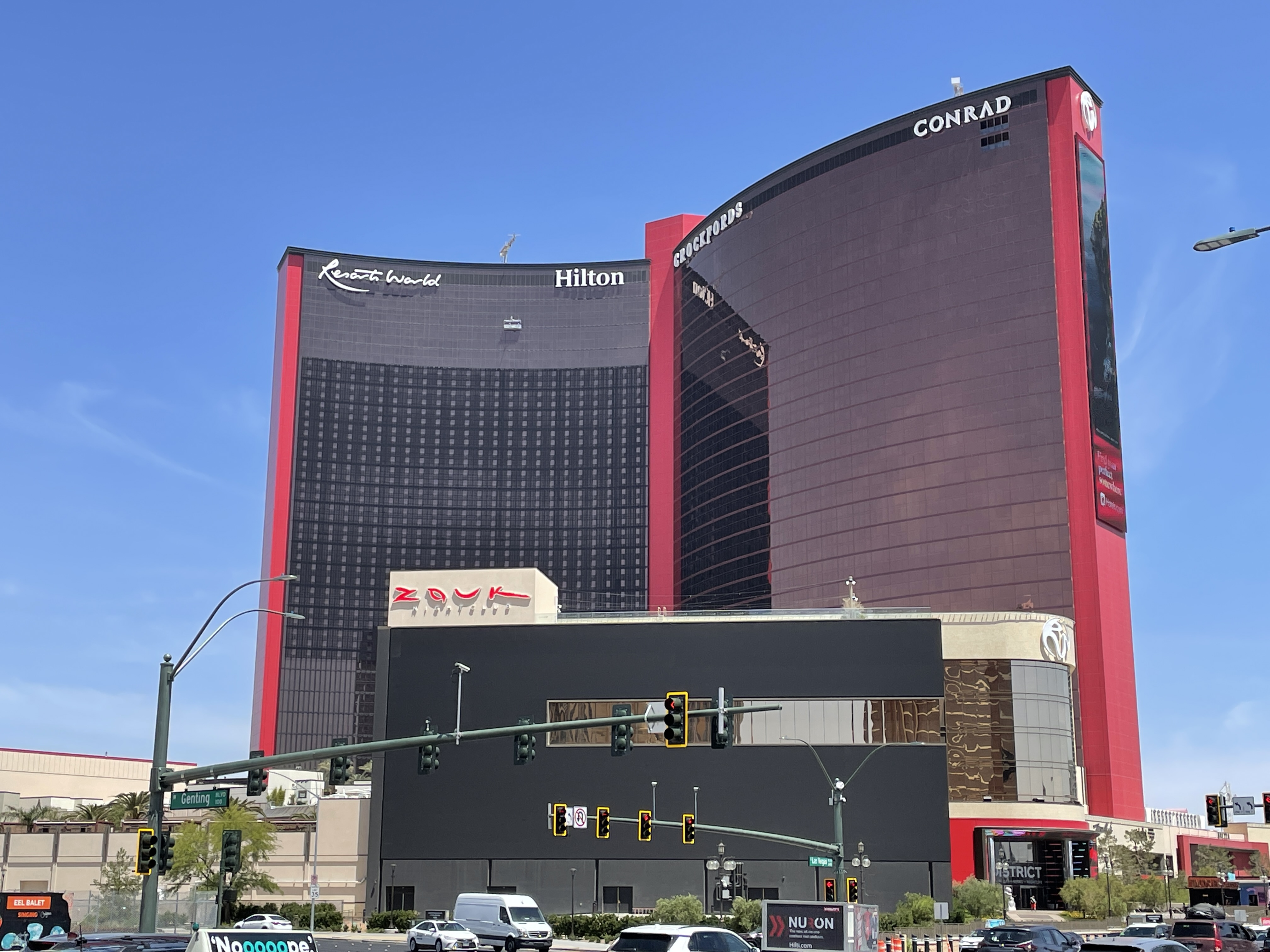
Le Resorts World Las Vegas, lieu où s’est déroulé la cérémonie.

Cette 40e édition anniversaire s’est déroulée le 7 janvier 2023 au Resort World Las Vegas, à Las Vegas, et a pu se tenir pour la première fois depuis 2020 en présentiel. L’événement été présenté par MyFreeCams et par l’actrice pornographique multi-récompensé Abella Danger, la youtubeuse spécialisée dans l’industrie pornographique Reya Sunshine et l’humoriste Matt Rife.
Couvert par de nombreux médias internationaux, la soirée a commencé par l’arrivée des interprètes sur le tapis rouge menant à la salle principale de l’événement. Un mini concert a été assuré par les artistes Kelhani et Shenseea, suivi par la cérémonie de remise de prix.

## Lauréats

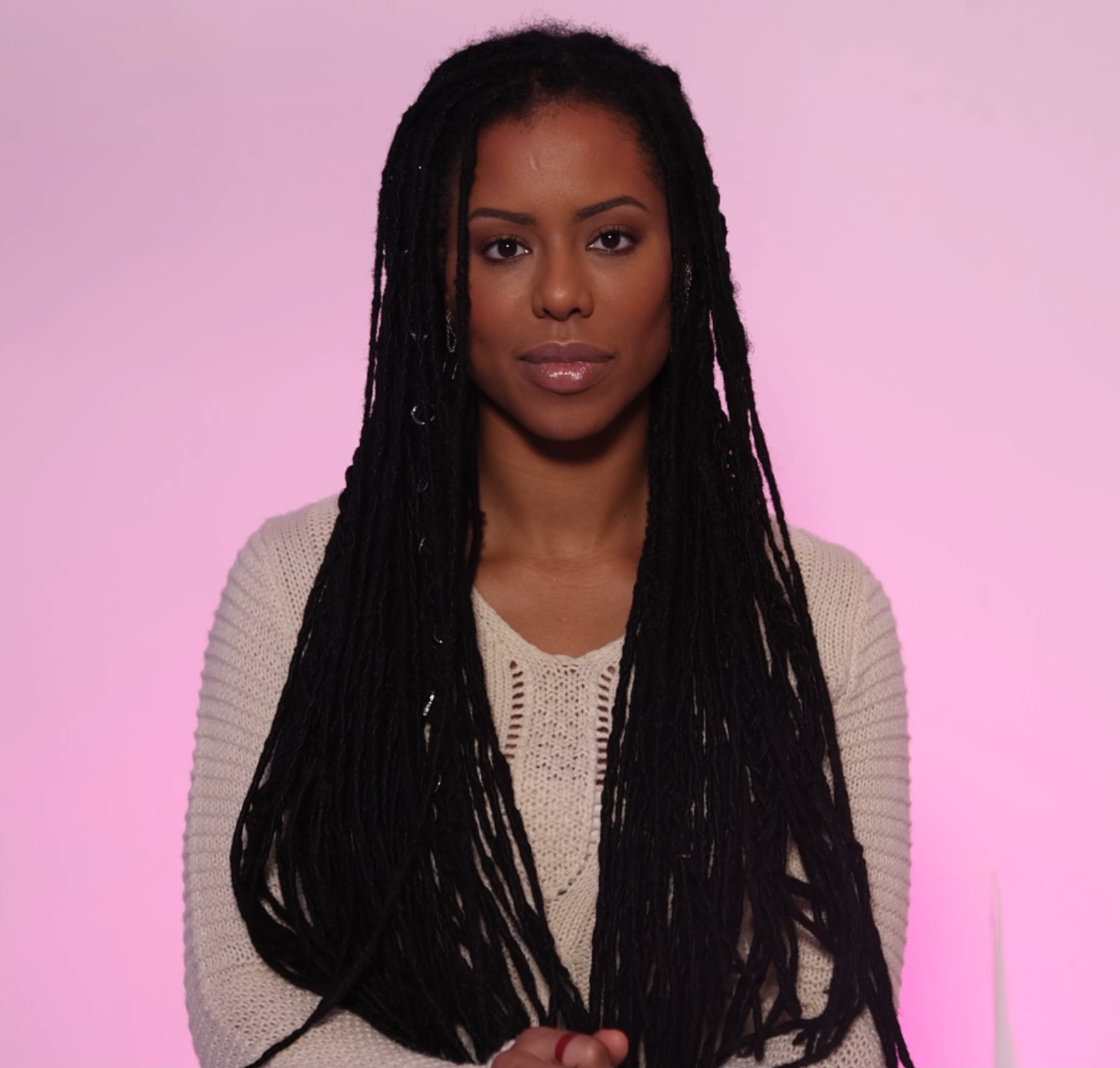
Kira Noir, première interprète noire à remporter le prix d’interprète féminine de l’année.

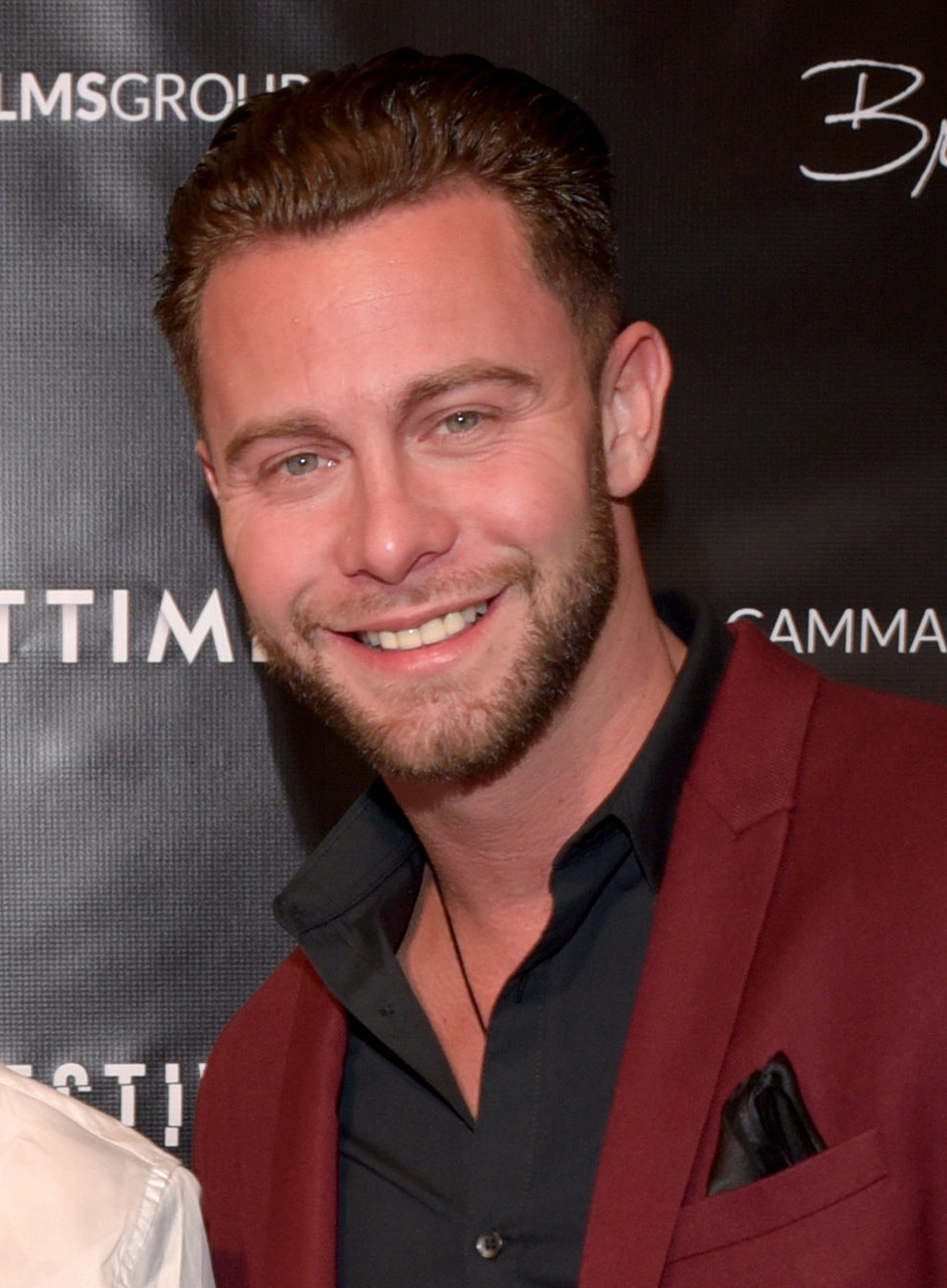
Seth Gamble, lauréat du prix d’interprète masculin de l’année.

Kira Noir remporte le très convoité prix de l’interprète féminine de l’année. Kira Noir est devenue la première femme noire à recevoir ce prix au cours des 31 ans d'histoire du prix qui a été remis pour la première fois en 1993. Les 2 500 personnes présentes ont donné à Kira Noir une standing ovation alors qu'elle se rendait sur scène pour recevoir le prix. La plus haute distinction pour une nouvelle artiste féminine est allée à Charly Summer, qui a été l'auteur d'une année de travail en 2022 riche en projets, ce qui lui a permis de remporter le prix convoité de la meilleure nouvelle starlette. Seth Gamble remporte le prix de l’interprète masculin de l'année pour la première fois de sa carrière et le prix du meilleur acteur principal pour la quatrième fois en 16 ans de carrière.
Le prix Grand Reel 2023 (meilleur film) a été décerné à Grinders, une production Adult Time avec une histoire qui se déroule dans une communauté de patineurs dans les années 1999, avec Lucky Fate et Maya Woulfe. Le prix de la meilleure scène de sexe lesbien a été décerné à Vanna Bardot et Gianna Dior pour Heat Wave, qui a été produit par le studio entièrement féminin de Vixen Media Group, Slayed. Cherie DeVille a encore solidifié sa place dans le monde des AVN Awards, remportant sa quatrième couronne d'interprète MILF de l'année dans une robe spectaculaire qui, pour l’anecdote, a été fabriquée à la main par Lea Lexis.
Les noms en gras suivi d’une étoile désignent les lauréats :
| Interprète féminine de l’année | Interprète masculin de l’année |
| --- | --- |
| - Kira Noir ☆ - Aiden Ashley - Vanna Bardot - Lilly Bell - Blake Blossom - Savannah Bond - Anna Claire Clouds - Gianna Dior - Ana Foxxx - Kenna James - Maddy May - April Olsen - Alexis Tae - Angela White - Jane Wilde | - Seth Gamble ☆ - Mick Blue - Nathan Bronson - Dante Colle - Dredd - Manuel Ferrara - Oliver Flynn - Anton Harden - Ricky Johnson - Isiah Maxwell - Ramon Nomar - Tommy Pistol - Codey Steele - Michael Stefano - Zac Wild |
| Interprète féminine internationale de l’année | Interprète masculin international de l'année |
| - Little Caprice ☆ - Alexis Crystal - Anna de Ville - Shalina Devine - Eva Elfie - Clea Gaultier - Romy Indy - Eden Ivy - Cherry Kiss - Veronica Leal - Rae Lil Black - Jia Lissa - Clara Mia - Liya Silver - Sybil | - Danny D. ☆ - Alberto Blanco - Marcello Bravo - Kristof Cale - Christian Clay - Charlie Dean - Darrell Deeps - Chris Diamond - Erik Everhard - Maximo Garcia - Vince Karter - Joss Lescaf - Ricky Mancini - David Perry - Aaron Rock |
| Interprète lesbienne de l’année | Meilleure nouvelle starlette |
| - Aidra Fox ☆ - Jayden Cole - Alissa Foxy - Kendra James - Jill Kassidy - Eva Long - Madi Meadows - Milana Ricci - Sabina Rouge - Haily Sanders - Jenna Sativa - Serene Siren - Charlotte Stokely - Aria Taylor - Ariel X | - Charly Summer ☆ - Kenzie Anne - Braylin Bailey - Armani Black - Nicole Doshi - Tommy King - Nicole Kitt - Rory Knox - Kay Lovely - Leana Lovings - Bunny Madison - Xxlayna Marie - Madison Summers - Aria Valencia - Slimthick Vic |
| MILF de l’année | Interprète transexuelle de l'année |
| - Cherie DeVille ☆ - Brittany Andrews - Bridgette B. - Penny Barber - Rachael Cavalli - Cory Chase - Alexis Fawx - Reagan Foxx - Brandi Love - Lexi Luna - Natasha Nice - London River - Crystal Rush - Jessica Ryan - Dee Williams | - Emma Rose ☆ - Janie Blade - Erica Cherry - Korra Del Rio - Ariel Demure - Jessy Dubai - Khloe Kay - Kasey Kei - Pixi Lust - Cherry Mavrik - Eva Maxim - Lola Morena - Crystal Thayer - Jade Venus - Izzy Wilde |
| Meilleure nouvelle starlette international | Meilleur nouvel arrivant |
| - Little Dragon ☆ - Scarlett Jones - Catherine Knight - Geisha Kyd - Holly Molly - Kate Quinn - Zlata Shine - Bella Tina - Christy White - Lola Bellucci - Scarlet Chase - Kelly Collins - Jayla DeAngelis - Atlantis Deep - Bonnie Dolce | - Lucky Fate ☆ - Oliver Faze - Rico Hernandez - Lawson Jones - Joshua Lewis - Nade Nasty - Diego Perez - Air Thugger - Shawn Alff - Apollo Banks |
| Meilleure actrice principale | Meilleur acteur principale |
| - Maitland Ward dans Drift pour Deeper ☆ - Jane Wilde dans Stars pour Adult Time - Emily Willis dans One Night in Los Angeles pour Dorcel/Pulse - Aiden Ashley dans Hysteria pour Wicked/Pulse - Kenna James dans Dark Is the Night pour Wicked Noir/Pulse - Freya Parker dans Duplicity pour Wicked Noir/Pulse - September Reign dans Love, Sex & Music pour Adam & Eve Pictures - Vanessa Sky dans My Best Friend's Girl pour Sweet Sinner/Mile High - Charlotte Stokely dans Another Night in the Valley pour AllHerLuv - Kenzie Taylor dans Deranged (Vols. 1 et 2) pour Wicked/Pulse | - Seth Gamble dans Going Up pour Lust Cinema ☆ - Quinton James dans Obsessed 2 pour Sweet Sinner/Mile High - Isiah Maxwell dans I Love You, You’re Fired pour Lust Cinema - Ryan Mclane dans The Hitman: Love Is Deadly pour Sweet Sinner/Mile High - Tommy Pistol dans The Voyeur 5 pour Sweet Sinner/Mile High - Nicky Rebel dans Shoot Your Shot pour Team Skeet - Mike Chapman dans Introspection pour Rocco Siffredi Films/Evil Angel - Dante Colle dans One Night in Los Angeles pour Dorcel/Pulse - Charles Dera dans Duplicity pour Wicked Noir/Pulse - Lucky Fate dans Grinders pour Adult Time |
| Meilleure actrice dans une featurette | Meilleur acteur dans une featurette |
| - Blake Blossom dans An Honest Man pour MissaX ☆ - Aiden Ashley dans Off the Record pour Forbidden Seductions/Adult Time - Alex Coal dans What's So Special About Her? pour MissaX - Ana Foxxx dans Unfinished Business pour Pure Taboo - Jada Kai dans Jada pour ForPlay Films - Jia Lissa dans Third Date pour Parasited - Cadence Lux dans The Creepening pour That Fetish Girl - Victoria Voxxx dans Apricity pour XConfessions - Jane Wilde dans One Last Kiss pour MissaX - Maya Woulfe dans California Dreaming pour Lust Cinema | - Tommy Pistol dans The Bargain pour Greenwood/Adult Time ☆ - Ricky Spanish dans Use Your Words pour MissaX - Codey Steele dans Husband, Unleashed pour Pure Taboo - Christian Wilde dans Apricity pour XConfessions - Chad Alva dans Lust Triangles: You’d Get Along Great pour Modern-Day Sins - Adam Christopher dans Jeffrassic Porn: A Nerds of Porn Theme Park pour Nerds of Porn/Creation of Adam - Danny D. dans Crooked Throne pour Digital Playground - Robby Echo dans Heat Wave II pour MissaX - Seth Gamble dans The Nanny Incident pour Pure Taboo - Alex Mack dans Unfinished Business pour Pure Taboo |
| Meilleure actrice dans un second rôle | Meilleur acteur dans un second rôle |
| - Kira Noir dans Sorrow Bay pour Lust Cinema ☆ - Charlotte Sins dans '’Grinders pour Adult Time - Jennifer White dans Deranged (Vols. 1 et 2) pour Wicked/Pulse - Maya Woulfe dans Going Up pour Lust Cinema - Vanna Bardot dans Love, Sex and Music pour Adam and Eve Pictures - Lilly Bell dans Going Up pour Lust Cinema - Skye Blue dans A Taste of Kunst pour Lust Cinema - Anna Claire Clouds dans '’Hysteria pour Wicked/Pulse - Ana Foxxx dans Torn pour Dorcel/Pulse - Brooklyn Gray dans Sorrow Bay pour Lust Cinema | - Tommy Pistol dans Grinders pour Adult Time ☆ - Mick Blue dans Drift pour Deeper - Nathan Bronson dans One Night in Los Angeles pour Dorcel/Pulse - Dante Colle dans Torn pour Dorcel/Pulse - Tyler Cruise dans SpideyPool XXX: An Axel Braun Parody pour Wicked Comix - Robby Echo dans Grinders pour Adult Time - Peter Green dans Shoot Your Shot pour Team Skeet - Quinton James dans I Love You, You’re Fired pour Lust Cinema - Ryan Mclane dans The Voyeur 5 pour Sweet Sinner/Mile High - Tyler Nixon dans Mommy's Boys pour MissaX |
| Meilleure scène lesbienne | Meilleure scène hétérosexuelle |
| - Heat Wave pour Slayed avec Vanna Bardot et Gianna Dior ☆ - January TOTM – In My Office, Now pour Twistys avec Kylie Rocket & Maddy May - Lesbian Sex 26 – Scene 1 pour Girlfriends Films avec Kay Lovely & Braylin Bailey - Maid to Kill – Chapter One pour Sparks Entertainment avec Lily Larimar & Kira Noir - Sorority Girls – Scene 4 pour Sweetheart/Mile High avec Sky Pierce & Jazmin Luv - Write What You Know Pt. 2 pour AllHerLuv avec Penny Barber & Liz Jordan - Blooming Romance pour Girlsway/Adult Time avec Kimora Quin & Mae Milano - Deliverables pour Boss, Slayed/Pulse avec Vicki Chase & Violet Myers - Gia Scene 3: Lesbian Strap-On Squirt pour Evil Angel avec Gia Derza & April Olsen - Going Up – Episode 2 pour Lust Cinema avec Maya Woulfe & Charlotte Sartre | - Dream Slut, Blonde, Stacked, Blake Blossom Worships Jax Slayher's Giant Cock pour Jules Jordan Video avec Blake Blossom & Jax Slayher ☆ - Dredd: Big Dick Energy – Scene 3 pour Jules Jordan Video avec Xxlayna Marie & Dredd - Going Up – Episode 1 pour Lust Cinema avec Anna Claire Clouds & Seth Gamble - Fucking a Toxic Goddess pour Ricky’s Room avec Gianna Dior & Ricky Johnson - A Missa Xmas Pt. 2 pour MissaX avec Aiden Ashley & Tyler Nixon - Smoking Hot Sex Session pour Hardcore Blondes, Hard X/Mile High avec Ivy Wolfe & Zac Wild - Apricity pour XConfessions avec Victoria Voxxx & Christian Wilde - Cash Cash Money pour Vixen avec Lilly Bell & Alex Jones - Delicates If It Feels Good 3 pour Deeper/Pulse avec Scarlit Scandal & Manuel Ferrara - Dream Girl pour Pure Taboo avec Kenna James & Seth Gamble |
| Film de l’année (Grand Reel) | Meilleure cinématographie |
| - Grinders pour Adult Time ☆ - Dark Is the Night pour Wicked Noir/Pulse - Deranged (Vols. 1 et 2) pour Wicked/Pulse - Drift pour Deeper - Going Up pour Lust Cinema - The Hitman: Love Is Deadly pour Sweet Sinner/Mile High - Love, Sex & Music pour Adam and Eve Pictures - Maid to Kill pour Sparks Entertainment - SpideyPool XXX: An Axel Braun Parody pour Wicked Comix - Stars pour Adult Time | - Goddess and the Seed pour Deeper/Pulse de Set Walker ☆ - '’Grinders pour Adult Time de Matt Holder - The Lake House pour Blush Erotica de The Sinematographer - Muses pour Transfixed de J. Wolf - '’Revenge pour Dorcel/Pulse de Hervé Bodilis - Sorrow Bay’' pour Lust Cinema de Bryn Pryor et Shaun Rivera - SpideyPool XXX: An Axel Braun Parody pour Wicked Comix de Axel Braun, James Avalon & Ralph Parfait - '’Stars pour Adult Time de Michael Vegas - Within Her (La Femme de ses Rêves)pour Parasite Twins/Canal+ de Cosmo Liveti - Dark Is the Night pour Wicked Noir/Pulse de James Avalon |

### Lauréats supplémentaire de la catégorie: web et vidéo
- Meilleure scène de sexe en groupe lesbien : Gianna Dior, Jill Kassidy & Natalia Nix dans Close Up de Slayed[13]
- Meilleur film ou Séries limité lesbien : Play 2 de Slayed/Pulse[13]
- Meilleure série ou chaîne lesbien : Cravings de Slayed/Pulse[13]
- Meilleur film ou série limité anale : Anal Sauvage 8 de Jules Jordan Video[13]
- Meilleur série ou chaîne anale : Tushy Raw de Tushy Raw/Pulse[13]
- Meilleure scène de sexe anale : Angela White & Manuel Ferrara dans Florentine Part 1, If it feels good 3 de Deeper/Pulse[13]
- Meilleur film ou série limité d’anthologie : Blonde Label 2 de Deeper/Pulse[13]
- Meilleure série ou chaîne d’anthologie : Vibes de Vixen/Pulse[13]
- Meilleure direction artistique : SpideyPool XXX : An Axel Braun Parody de Wicked Comix[13]
- Meilleur film ou série limité BDSM : Tainted Love de Kink[13]
- Meilleure scène de blowbang : Angela White dans Sexually Rated Programming: Blowbang de Brazzers[13]
- Meilleur film ou série limité Curve Appeal : Breast Worship 7 de Jules Jordan Video[13]
- Meilleur portofolio de réalisation internationale : Rocco Siffredi[13]
- Meilleur portofolio de réalisation (narration) : Kayden Kross[13]
- Meilleur portofolio de réalisation (non-narrative) : Jules Jordan[13]
- Meilleur portofolio de réalisation (spécialité) : Aiden Starr[13]
- Meilleure scène de sexe en double pénétrations : Gia Derza, John Strong et Mick Blue dans Gia Scene 1: Double Penetration ! de Evil Angel[13]
- Meilleur montage : Michael Hues pour Grinders pour Adult time[13]
- Meilleur moyen-métrage : The Bargain de Ricky Greenwood pour Adult time[13]
- Meilleur film ou série limité lesbien d’âge mixte : Cougariffic 2 pour Girlsway production[13]
- Meilleur scène de quatuor/orgie : Violet Myers, Vicki Chase, Vic Marie, Vanna Bardot, Nicole Doshi, Savannah Bond, Anton Harden, Richard Mann, Isiah Maxwell, Jonathan Jordan, Brickzilla, Garland, Jamie Knoxx, Jay Hefner, John Legendary, Tyrone Love, Stretch & Zaddy dans Hight Gear-Blacked Raw V56 pour Blacked Raw/Pulse[13]
- Meilleur scène de gangbang : Angela White, Mick Blue, John Strong, Isiah Maxwell, Zac Wild et Oliver Flynn dans Take Control pour Brazzers[13]
- Meilleur film ou série limité de gonzo/cinemacore : Goddess and the  seed pour Deeper/Pulse[13]
- Meilleure coiffure et maquillage : Alexxx Moon dans One Last Kiss pour Missa X[13]
- Meilleur film ou série limité ingénue : Ripe 11 pour Jules Jordan Video[13]
- Meilleure série ou chaîne ingénue : Dirty Little Schoolgirl Stories pour New Sensations[13]
- Meilleure scène de sexe lesbien internationale : Little Caprice & Agatha Vega dans Wonder Women pour Caprice Divas/Litte Caprice Dreams[13]
- Meilleure scène de sexe anle internationale : Vina Sky & Vince Karter dans Vina Sky: French Tour De Anal - Exotics 2 pour Jules Jordan Video[13]
- Meilleure scène de sexe Hétérosexuel internationale : Liya Silver & Joss Lescaf dans The Spanish Stallion: Angie Lynx vs. Liya Silver, Scene 2 pour Rocco Siffredi Films/Evil Angel[13]
- Meilleure scène de sexe en groupe internationale : Sara Bell, Martina Smeraldi, Yves Morgan, Oscar Batty & Mike Chapman dans Rocco's Double Trouble 5, Scene 2 pour Rocco Siffredi/Evil Angel[13]
- Meilleure production internationale : Revenge pour Dorcel/Pulse[13]
- Meilleur film ou série limité MILF : Mommy’s Boy pour Missa X[13]
- Meilleur série ou chaîne MILF / Femme d'âge mixte : Filthy Moms pour Brazzers/Pulse[13]
- Meilleur film ou série limité multi-partenaire : Threesome Fantasies 12 pour Vixen/Pulse[13]
- Meilleure nouvelle bannière de production : Ricky’s Room[13]
- Meilleur film ou série limité niche : Cum Inside 3 pour Nubile Films/Pulse[13]
- Meilleur série ou chaîne niche : Hentai Sex School pour Adult Time/Adult Source[13]
- Meilleure performance non sexuelle : Misty Stone dans Love, Sex & Music pour Adam and Eve Pictures[13]
- Meilleure série ou chaîne de sexe orale : Swallowed.com pour Lit Up/Evil Angel[13]
- Meilleure scène de sexe orale : Laney Grey & Mick Blue dans Laney Grey Deepthroats All Day pour Throated/Blowpass[13]
- Meilleure scène de sexe en POV : Anna Claire Clouds & Manuel Ferrara dans Manuel’s Fucking POV 14 – Scene 3 pour Jules Jordan Video[13]
- Meilleur scénario (moyen-métrage) : Ricky Greenwood pour One Last Kiss pour MissaX[13]
- Meilleur scénario pour un film ou série limité : James Avalon pour Dark Is The Night pour Wicked Noir/Pulse[13]
- Meilleure performance solo/tease : Angela White dans Take Control pour Brazzers[13]
- Meilleure bande son : Grinders pour Adult Time[13]
- Meilleur vitrine : Ultimate Fuck Toy: Charly Summer pour Jules Jordan Video[13]
- Meilleur film ou série limité de relations taboue : Daddy's Favorite 3 pour Digital Sin[13]
- Meilleur scène de sexe tag-team : Gianna Dior, Mick Blue & Steve Holmes dans Gianna 4 You pour Dorcel[13]
- Meilleur comédien - Trans/X : Ariel Demure dans Under Her Wing pour Transfixed[13]
- Meilleure scène de sex en trio : Azmin Luv, Anna Claire Clouds & Anton Harden dans Let’s All Be Friends pour Blacked Raw[13]
- Meilleure scène de sexe en groupe trans : Emma Rose, Khloe Kay & Kenzie Anne dans The Cum Sauna pour Oopsie/Adult Time[13]
- Meilleur film ou série limité trans : Tantalizing Threesomes pour TransAngels/Pulse[13]
- Meilleure scène de sexe trans en tête-à-tête : Jade Venus & Ariel Demure dans Jade + Ariel: Sealed With a Cum Kiss - PansexualX Porn Crush 4 pour Aiden Starr/Evil Angel[13]
- Meilleure série ou chaîne trans : Transfixed pour Adult Time[13]
- Meilleure scène de sexe en réalité virtuelle : Apryl Rein, Coco Lovelock, Delilah Day, Haley Spades, Penelope Kay, Charly Summer, Kyler Quinn, Leana Lovings, Blake Blossom, Aubree Valentine, Laney Grey, Madi Laine, Avery Black, Alexia Anders, Izzy Lush & John Strong dans Dream Team pour SLR Originals/SexLikeReal[13]
- Titre intelligent de l’année : I Can’t Believe It’s Nut Butter !'’ pour WankzVR[13]
- Entreprise grand public de l’année : Maitland Ward avec Rated X: How Porn Liberated Me From Hollywood[13]
- Prix Mark Stone de la comédie exceptionnelle : SpideyPool XXX: An Axel Braun Parody pour Wicked Comix[13]
- Scène de sexe la plus scandaleuse : Ashley Lane & Tommy Pistol dans The Bargain de Ricky Greenwood pour Adult Time[13]
- Interprète de spécialité niche de l’année : Daisy Ducati
- Réalisation exceptionnelle - Travail individuel : Kayden Kross dans Drift pour Deeper

### Lauréats de la catégorie: Produits plaisir
- Meilleur fabricant d’améliorations : Wicked Sensual Care[13]
- Meilleur fabricant de fétiche : XR Brands[13]
- Meilleure ligne de lingerie ou de vêtements : Envy Menswear[13]
- Meilleure marque de lubrifiant : Jo[13]
- Meilleur fabricant de produits de plaisir – Grand : Doc Johnson[13]ame="laureats" />
- Meilleur fabricant de produits de plaisir – Moyen : Thank Me Now
- Meilleur fabricant de produits de plaisir - Petit : OEJ Novelty

### Lauréats de la catégorie: Détaillants
- Meilleur boutique : Pepper[13]
- Meilleure chaîne de vente au détail - grande : Lion’s Den[13]
- Meilleure chaîne de vente au détail - moyenne : Excitement[13]
- Meilleure chaîne de vente au détail - petite : Circus of Books[13]
- Meilleur magasin de détail en ligne : PinkCherry.com

### Lauréats de la catégorie: Votes des fans
- Podcast adulte préféré : Plug Talk[13]
- Star BBW préférée : Alex Blair[13]
- Cam girl préférée : Aphia DeMieux[13]
- Cam guy préféré : Logan Chase[13]
- Cosplayeur Cam préféré : Purple Bitch[13]
- Webcamming en couple préféré : Casey Kisses et Kylie Le Beau[13]
- Site de créateur préféré : Amouranth[13]
- Dominatrice préférée : Brittany Andrews[13]
- Star du porno féminine préférée : Angela White[13]
- Star du porno masculin préféré : Johnny Sins[13]
- Créateur de stars du porno préféré : Angela White[13]
- Cameuse trans préférée : Casey Kisses[13]
- Star du porno trans préférée : Daisy Taylor[13]
- La collaboration entre créateurs féminins la plus chaude : Angela White et Sky Bri[13]
- La collaboration la plus chaude avec les créateurs d’anal : Angela White et Michael Stefano[13]
- Collaboration créateur garçon/fille la plus chaude : Violet Myers et Alex Mack[13]
- La MILF la plus chaude : Kendra Lust[13]
- Nouvelle venue la plus chaude : Scarlette Jones[13]
- La collaboration la plus chaude avec les créateurs oraux : Angela Whtie et Pressure[13]
- Contenu de créateur solo le plus chaud : Violet Myers[13]
- La collaboration la plus chaude avec les créateurs trans : Aubrey Kate et Small Hands[13]
- Le cul le plus incroyable : Abella Danger[13]
- Seins les plus spectaculaires : Angela White

## Intronisation à l’AVN Hall of Fame
Les lauréats ont été annoncées le 10 décembre 2022 et officiellement intronisées pendant la cérémonie. En plus d'être honorés, les intronisées ont été invités à assister à un cocktail qui leur a rendu honneur le mercredi 4 janvier à 22 heures sur la scène de l'AVN Show.
Les intronisées 2023 sont :
- Branche fondateurs : Peter Acworth[14].
- Branche vidéastes : Marco Banderas, Gina Carrera, Dick Chibbles, Foxxy, Sasha Grey, Ivan, Kendra James, Marc Kramer, Ice La Fox, Jack Lawrence, Angel Long, Pinky, JohnPaul the Pope, Annette Schwarz, Johnny Sins[14].
- Branche exécutive : Wilma Ginocchi, Drew Rosenfeld[14].
- Branche produits plaisir : Bonnie Feingold, Justin Ross[14].
- Branche web technologies : Greg Dumas, Sean Christian[14].